# توني فيلامازان
توني فيلامازان (بالإسبانية: Toni Velamazán)‏ هو لاعب كرة قدم إسباني في مركز الوسط، ولد في 22 يناير 1977 في برشلونة في إسبانيا. شارك مع منتخب إسبانيا تحت 16 سنة لكرة القدم ومنتخب إسبانيا تحت 18 سنة لكرة القدم ومنتخب إسبانيا تحت 20 سنة لكرة القدم ومنتخب إسبانيا تحت 21 سنة لكرة القدم ومنتخب إسبانيا تحت 23 سنة لكرة القدم ومنتخب كاتالونيا لكرة القدم. أما مع النوادي، فقد لعب مع إسبانيول وريال أوفييدو ونادي ألباسيتي ونادي ألميريا ونادي أوسبيتاليت ونادي إكستريمادورا ونادي برشلونة ب ونادي برشلونة.

## وصلات خارجية
- توني فيلامازان على موقع الاتحاد الدولي (مؤرشف)  (الإنجليزية)
- توني فيلامازان على موقع قاعدة بيانات كرة القدم.إي يو (الإنجليزية)
- توني فيلامازان على موقع Soccerway.com (الإنجليزية)
- توني فيلامازان على موقع عالم كرة القدم.نت (الإنجليزية)
- توني فيلامازان على موقع أوليمبيديا (الإنجليزية)